# 金子徳之介
金子 徳之介（かねこ とくのすけ、1932年3月22日 - 2010年1月11日）は、日本の政治家。
衆議院議員（2期）、旧保原町長などを歴任した。衆議院議員の金子恵美は次女。

## 来歴・人物
福島県保原町（現伊達市）出身。旧制保原中学、新制東北大学農学部卒業後、福島市役所入庁。商工観光部長等を歴任する。
1979年（昭和54年）、保原町長に就任。1989年（平成元年）に退任するまで同町長を3期務める。
1990年（平成2年）2月18日執行の第39回衆議院議員総選挙に、自由民主党公認で旧福島1区から出馬。最下位ながらも天野光晴や粟山明ら他の自民党公認の候補者を下して初当選した。1993年（平成5年）6月、自民党を離党する。
1993年（平成5年）7月18日執行の第40回衆議院議員総選挙に、結成参加した新生党の公認を得て旧福島1区から出馬し、トップ当選する。連立内閣では通産政務次官等を務める。1994年（平成6年）の新進党結党に参加するが、病気のため1996年（平成8年）の総選挙には出馬せず引退した。2010年（平成22年）1月11日、死去。